# عزلة العرش (مأرب)
عزلة العرش هي إحدى عزل مديرية ماهلية في محافظة مأرب اليمنية ويبلغ تعداد سكانها 962 نسمة حسب التعداد السكاني في اليمن لعام 2004.